# 문필희
문필희(文弼姬, 1982년 12월 2일~)는 대한민국의 핸드볼 선수, 지도자로 포지션은 라이트백이다. 현역 시절 인천시청 핸드볼단에서 선수 경력을 보냈으며, 은퇴 후 인천시청 핸드볼단의 코치를 거쳐 현재 인천시청의 감독으로 재임 중이다.
국제 대회에서는 대한민국 여자 국가대표팀 일원으로 활동했으며 2004년 하계 올림픽에서 은메달, 2008년 하계 올림픽에서 동메달을 획득했다.

## 수훈
- 체육훈장 맹호장(2023년 11월 2일)